# Mobile TeleSystems
Mobile TeleSystems lub MTS – największy operator telefonii komórkowej w Rosji i krajach WNP. Ma on ponad 66 milionów klientów. Sieć MTS działa w standardzie GSM. MTS posiada aktualnie licencje świadczenia usług w 87 regionach z 89 regionów w Rosji oraz na terytoriach Białorusi, Uzbekistanu i Turkmenistanu.
Według raportu analityków „Wireless Intelligence” (dane opisujące sytuację w pierwszym kwartale 2009) grupa Mobile TeleSystems znajdowała się na 9. miejscu na liście największych operatorów telefonii komórkowej na świecie (92,3 miliona sprzedanych subskrypcji).
Prezes zarządu (od czerwca 2019 r.) — zastępca prezesa zarządu AFC Sistema Feliks Jewtuszenkow.